# حي الخزامى (الرياض)
حي الخزامى أحد أحياء مدينة الرياض يقع في شمال غرب مدينة الرياض في المملكة العربية السعودية
يحدّه من الشمال الطريق الدائري الجديد و من الغرب طريق الدائري الغربي ووادي حنيفة الذي يفصله عن حي عرقة ومن الشرق طريق صلبوخ وجامعة الملك سعود ومن الجنوب طريق الأمير مشعل امتداد طريق الملك عبد الله من الشرق إلى الغرب.
يعتبر حي الخزامى من أصغر أحياء مدينة الرياض حيث أن عرضهُ من الجهة الجنوبية كيلومتر و 300 متر وعرضه من الجهة الشمالية 2 كيلومتر فقط وطوله من الجنوب إلى الشمال أقلّ من 5 كيلومتر.
ويتميز الحي أيضًا بطبقة سكانية عالية الدخل والمستوى ويسكن فيه الملك سلمان بن عبد العزيز وولي العهد الأمير محمد بن سلمان وأمير منطقة الرياض الأمير فيصل بن بندر آل سعود وطبقة النخبة من الشعب.
يقع على الطرق الرئيسية التالية وهو ما يسبب صعوبة الوصول إليه بسبب الزحام:
1. طريق الدائري الشمالي.
2. طريق الدائري الغربي.
3. طريق صلبوخ الممتد إلى الغرب بطريق مكة المكرمة مروراً بحي السفارات.
4. طريق الملك عبد الله.

مداخلُ الحي:
1. مدخل من الدائري الشمالي يربطهُ بحي الدرعية.
2. مدخل من الدائري الغربي.
3. مدخل من طريق صلبوخ يربطهُ بحي النخيل.
4. مدخل يربطهُ بطريق الملك عبد الله.